# Judo na Letních olympijských hrách 2016
Soutěže v judu na LOH v Rio de Janeiro proběhly v hale Carioca Arena 2 v přilehlé části Ria de Janeira v Barra da Tijuca v období 6. srpna až 12. srpna 2016.

## Stručný popis
Judo nebo "Japonský zápas" jako sportovní disciplína byla vytvořena počátkem padesátých let dvacátého století. Cílem nově vzniklé Mezinárodní judistické federace bylo dostat judo do rodiny olympijských sportů. Tehdejší tradiční soutěžní systém podle technické výkonnosti (Dan) však nevyhovoval Mezinárodnímu olympijskému výboru (MOV), který apeloval na zavedení váhových kategorií. Koncem padesátých let IJF přistoupila na podmínky MOV a v roce 1960 na mezinárodním olympijském kongresu v Římě bylo judo zařazeno mezi sporty olympijských her v Tokiu v roce 1964.
Sportovní judo jak ho známe dnes bylo formováno v průběhu šedesátých a sedmsesátých let sovětskými zápasníky sambo, jejichž neortodoxní prováděních chvatů (úchop gi hluboko na zádech, páčící techniky v postoji atd.) si brzy získaly oblibu většiny nejaponských judistů. Situace šla dokonce tak daleko, že koncem osmdesátých let řada judistů nosila judogi připomínající sambistickou kurtku (kurtka je užší, více přilehá k tělu). Počátkem devasetách let IJF pravidly značně vymezila rozměry judogi. V roce 2010 IJF přikročila k dalšímu radikálnímu kroku, k zákazu útoku na nohy soupeře aby donutila judisty soustředit se více na techniky v postoji. Počátkem nového tisíciletí bylo taktikou převážné většiny judistů dostat (povalit útokem na nohy) soupeře na zem a v boji na zemi tzv. ne-waze nasadit submisi (držení, páčení, škrcení).
- Judo je jeden z nejpopulárnějších a nejrozšířenějších sportů na této planetě.
- Mezinárodní judistické federaci (IJF) se podařilo to o co se snažila Mezinárodní zápasnická federace (FILA, IAWF) řadu let – vytvořit pravidla pro olympijský zápasnický styl, která by akceptoval celý svět.
- Judu se věnují jak muži tak ženy.
- Mezi velmoce patří Japonsko, Rusko, Francie, Gruzie, Jižní Korea, Mongolsko, Německo nebo Brazílie.

## Kvalifikace
Kvalifikace na olympijské hry v Rio de Janeiro byla zahájena turnajem světového poháru v Madridu 31. května 2014 a končila 29. května 2016 turnajem mistrů v Guadalajaře. Na olympijské hry se podle žebříčku Mezinárodní judistické federace přímo kvalifikovalo v každé váhové kategorii 22 mužů a 14 žen. Druhá možnost kvalifikace vedla přes jednotlivé kontinentální unie. Každá kontinentální unie má rozdílné kvóty. V poslední řadě se olympijského turnaje v judu účastní pozvaní judisté, z nichž převážnou většinu tvoří amatérští sportovci z judisticky rozvojových zemí.
Olympijského turnaje se smí účastnit judista narozený v roce 2001 a starší. Nejmladšímu účastníkovi tak teoreticky může být 14 let a 220 dní.

## Program
- SO – 06.08.2016 – superlehká váha (−60 kg, −48 kg)
- NE – 07.08.2016 – pololehká váha (−66 kg, −52 kg)
- PO – 08.08.2016 – lehká váha (−73 kg, −57 kg)
- ÚT – 09.08.2016 – polostřední váha (−81 kg, −63 kg)
- ST – 10.08.2016 – střední váha (−90 kg, −70 kg)
- ČT – 11.08.2016 – polotěžká váha (−100 kg, −78 kg)
- PÁ – 12.08.2016 – těžká váha (+100 kg, +78 kg)

## Česká stopa
podrobně zde

## Medailisté

### Muži
| Kategorie | Zlato                     | Stříbro                    | Bronz                    | Bronz                     |
| --------- | ------------------------- | -------------------------- | ------------------------ | ------------------------- |
| −60 kg    | Beslan Mudranov (RUS)     | Eldos Smetov (KAZ)         | Naohisa Takató (JPN)     | Diyorbek Oʻrozboyev (UZB) |
| −66 kg    | Fabio Basile (ITA)        | An Pa-ul (KOR)             | Rišad Sabirov (UZB)      | Masaši Ebinuma (JPN)      |
| −73 kg    | Šóhei Óno (JPN)           | Rustam Orudžov (AZE)       | Laša Šavdatuašvili (GEO) | Dirk Van Tichelt (BEL)    |
| −81 kg    | Chasan Chalmurzajev (RUS) | Travis Stevens (USA)       | Sergiu Toma (UAE)        | Takanori Nagase (JPN)     |
| −90 kg    | Mašú Beiká (JPN)          | Varlam Lipartelijani (GEO) | Kwak Tong-han (KOR)      | Čcheng Sün-čao (CHN)      |
| −100 kg   | Lukáš Krpálek (CZE)       | Elmar Gasimov (AZE)        | Cyrille Maret (FRA)      | Rjúnosuke Haga (JPN)      |
| +100 kg   | Teddy Riner (FRA)         | Hisajoši Harasawa (JPN)    | Rafael Silva (BRA)       | Ori Sason (ISR)           |

### Ženy
| Kategorie | Zlato                      | Stříbro                      | Bronz                    | Bronz                         |
| --------- | -------------------------- | ---------------------------- | ------------------------ | ----------------------------- |
| −48 kg    | Paula Paretová (ARG)       | Čong Po-kjong (KOR)          | Ami Kondóová (JPN)       | Galbadrachyn Otgonceceg (KAZ) |
| −52 kg    | Majlinda Kelmendiová (KOS) | Odette Giuffridaová (ITA)    | Misato Nakamuraová (JPN) | Natalja Kuzjutinová (RUS)     |
| −57 kg    | Rafaela Silvaová (BRA)     | Dordžsürengín Sumijá (MGL)   | Telma Monteirová (POR)   | Kaori Macumotová (JPN)        |
| −63 kg    | Tina Trstenjaková (SLO)    | Clarisse Agbegnenouová (FRA) | Jarden Džerbiová (ISR)   | Anicka van Emdenová (NED)     |
| −70 kg    | Haruka Tačimotová (JPN)    | Yuri Alvearová (COL)         | Sally Conwayová (GBR)    | Laura Vargasová Kochová (GER) |
| −78 kg    | Kayla Harrisonová (USA)    | Audrey Tcheuméová (FRA)      | Mayra Aguiarová (BRA)    | Anamari Velenšeková (SLO)     |
| +78 kg    | Emilie Andéolová (FRA)     | Idalis Ortízová (CUB)        | Kanae Jamabeová (JPN)    | Jü Sung (CHN)                 |

## Přehled medailí
| Pořadí    | Země                    | Zlato | Stříbro | Bronz | Celkově |
| --------- | ----------------------- | ----- | ------- | ----- | ------- |
| 1         | Japonsko                | 3     | 1       | 8     | 12      |
| 2         | Francie                 | 2     | 2       | 1     | 5       |
| 3         | Rusko                   | 2     | 0       | 1     | 3       |
| 4         | Itálie                  | 1     | 1       | 0     | 2       |
| 4         | Spojené státy americké  | 1     | 1       | 0     | 2       |
| 6         | Brazílie                | 1     | 0       | 2     | 3       |
| 7         | Slovinsko               | 1     | 0       | 1     | 2       |
| 8         | Argentina               | 1     | 0       | 0     | 1       |
| 8         | Česko                   | 1     | 0       | 0     | 1       |
| 8         | Kosovo                  | 1     | 0       | 0     | 1       |
| 11        | Jižní Korea             | 0     | 2       | 1     | 3       |
| 12        | Ázerbájdžán             | 0     | 2       | 0     | 2       |
| 13        | Gruzie                  | 0     | 1       | 1     | 2       |
| 13        | Kazachstán              | 0     | 1       | 1     | 2       |
| 15        | Kolumbie                | 0     | 1       | 0     | 1       |
| 15        | Kuba                    | 0     | 1       | 0     | 1       |
| 15        | Mongolsko               | 0     | 1       | 0     | 1       |
| 18        | Čína                    | 0     | 0       | 2     | 2       |
| 18        | Izrael                  | 0     | 0       | 2     | 2       |
| 18        | Uzbekistán              | 0     | 0       | 2     | 2       |
| 21        | Belgie                  | 0     | 0       | 1     | 1       |
| 21        | Německo                 | 0     | 0       | 1     | 1       |
| 21        | Velká Británie          | 0     | 0       | 1     | 1       |
| 21        | Nizozemsko              | 0     | 0       | 1     | 1       |
| 21        | Portugalsko             | 0     | 0       | 1     | 1       |
| 21        | Spojené arabské emiráty | 0     | 0       | 1     | 1       |
| Celkem 26 | Celkem 26               | 14    | 14      | 28    | 56      |

## Statistika
- Věkový průměr medailistů – 25,86 (medián – 26 let)
- Věkový průměr medailistek – 26,46 (medián – 26 let)

- Nejmladší vítěz – Fabio Basile (22 let)
- Nejmladší vítězka – Rafaela Silvaová (24 let)
- Nejstarší vítěz – Beslan Mudranov (30 let)
- Nejstarší vítězka – Paula Paretová (30 let)

- Nejmladší medailista – Fabio Basile (22 let)
- Nejmladší medailistka – Ami Kondóová (21 let)
- Nejstarší medailista – Dirk Van Tichelt (32 let)
- Nejstarší medailistka – Telma Monteirová (31 let)

pozn. Věk je počítán podle ročníku narození. V případě ataku rekordu se upřesňuje podle data narození a data získaní medaile.
- Nejdelší zápas mezi muži – 8:17 (5:00 + nastaven 3:17) Matteo Marconcini vs. Ivajlo Ivanov (−81 kg)
- Nejdelší zápas mezi ženami – 10:57 (4:00 + nastavení 6:57) Marhinde Verkerková vs. Yalennis Castillová (−78 kg) (zápas trval s přestávkami 19 minut a 40 sekund)

- Nejkratší zápas – 0:08 Jorge Fonseca vs. Mohammad Tawfiq Bakhshi (−100 kg)